# Hemitripterus
Genre
Le genre Hemitripterus  regroupe des poissons de la famille des Hemitripteridae.

## Liste des espèces
Selon FishBase (13 fev. 2016) et World Register of Marine Species (13 fev. 2016) :
- Hemitripterus americanus (Gmelin, 1789)
- Hemitripterus bolini (Myers, 1934)
- Hemitripterus villosus (Pallas, 1814)

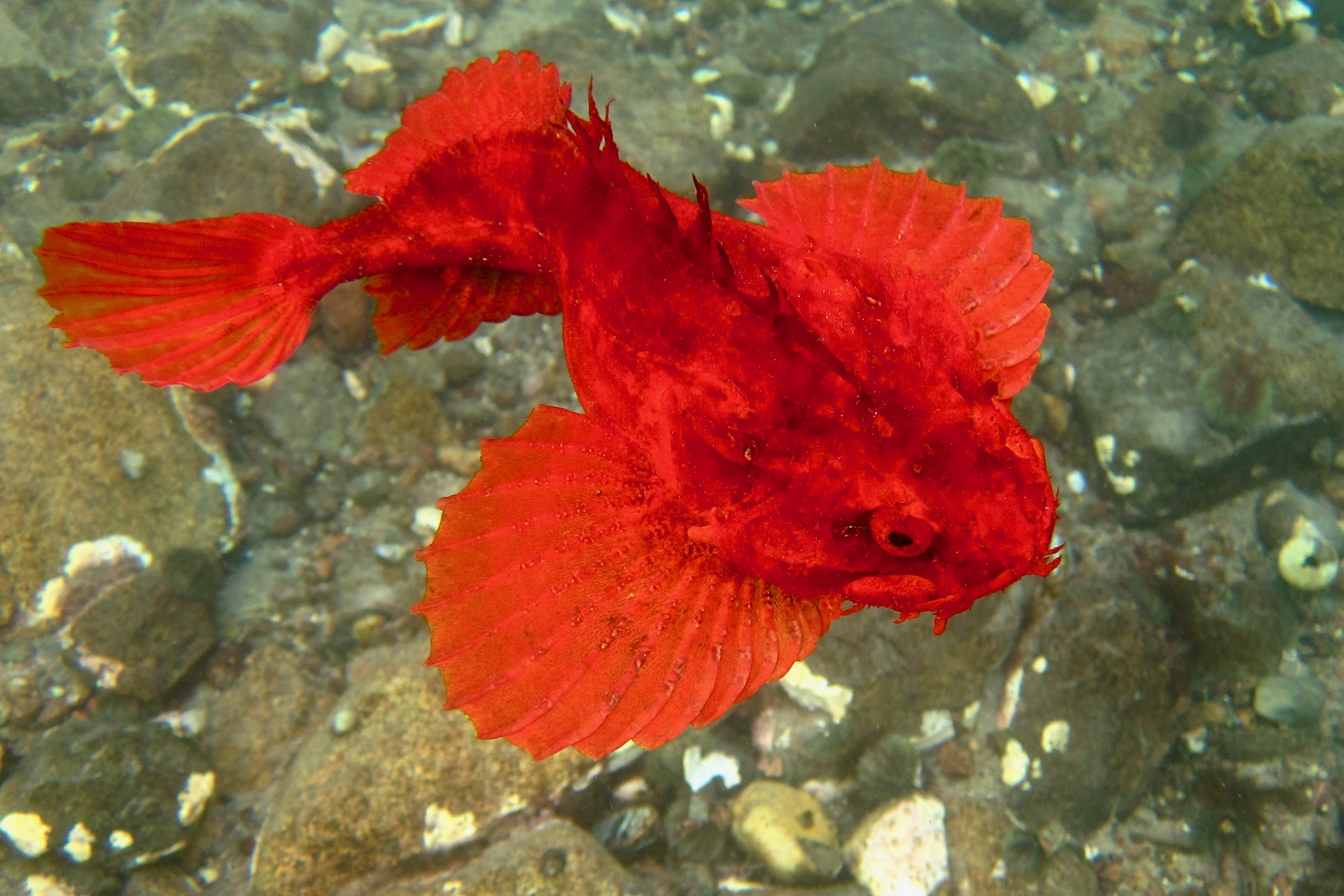
Hemitripterus americanus
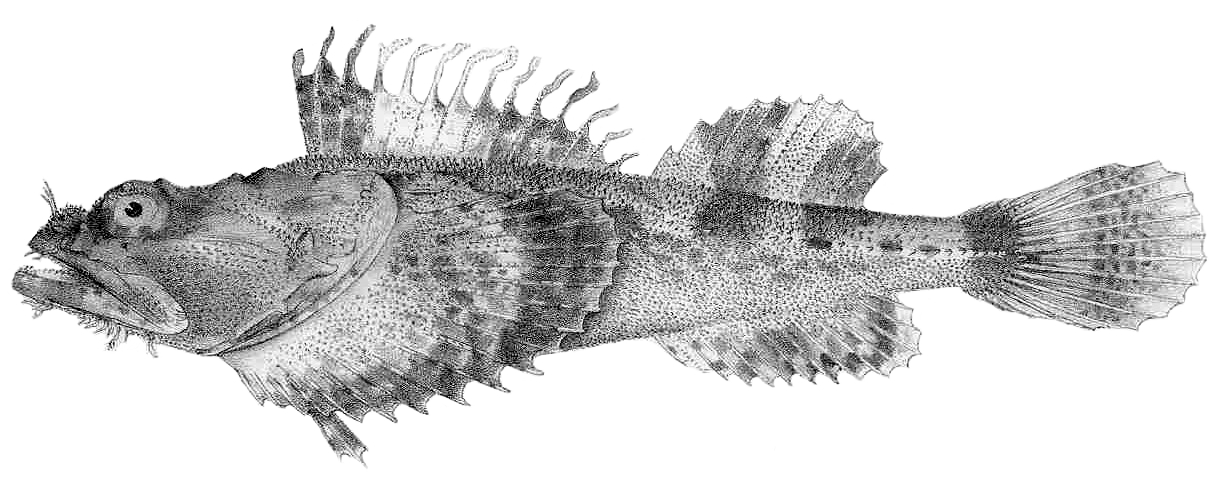
Hemitripterus bolini
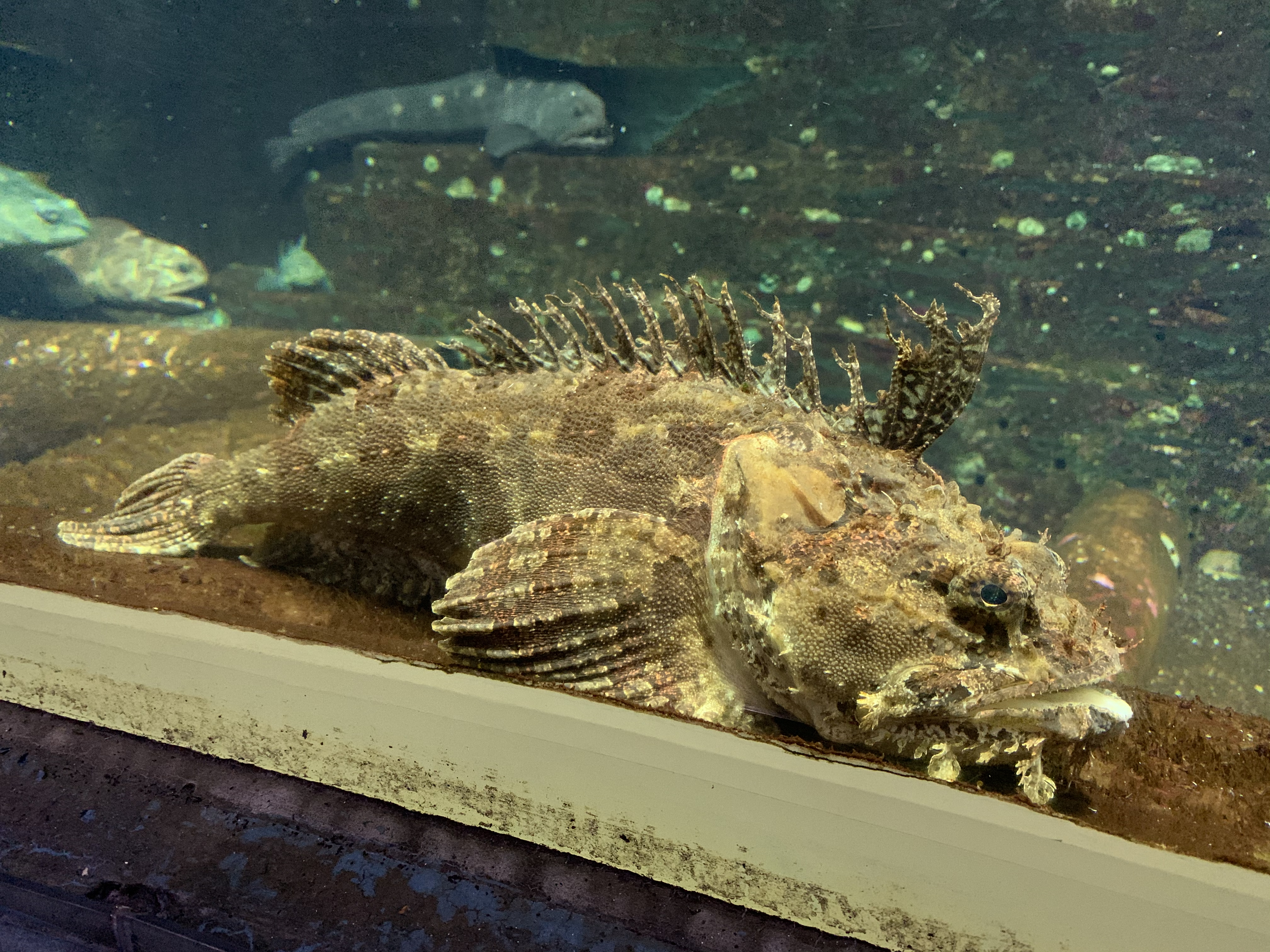
Hemitripterus villosus